# Aldringham
Aldringham är en by i civil parish Aldringham cum Thorpe, i distriktet East Suffolk, i grevskapet Suffolk i England. Byn nämndes i Domedagsboken (Domesday Book) år 1086, och kallades då Alrincham.